# 128e bataillon de tirailleurs sénégalais
Le 128e bataillon de tirailleurs sénégalais (128e BTS) est un bataillon des troupes coloniales françaises, créé à la fin de la Première Guerre mondiale.

## Historique
Le bataillon est formé à l'été 1918 au camp de Fréjus. Le 5 décembre 1918, le bataillon fournit 600 hommes en renfort au 122e BTS. Il reste en garnison au camp de Fréjus jusqu'en 1919.